# Rocky Raccoon
Rocky Raccoon is een lied van The Beatles afkomstig van het in 1968 uitgegeven album The Beatles (beter bekend als The White Album). Het nummer is geschreven door Paul McCartney met toevoegingen van John Lennon en Donovan, maar desondanks wordt het meestal volledig toegeschreven aan Lennon-McCartney. Het personage Rocket Raccoon uit de strips van Marvel Comics is genoemd naar Rocky Raccoon.

## Achtergrond
Het nummer kreeg vorm toen McCartney samen met de andere bandleden in Rishikesh, India verbleef bij Maharishi Mahesh Yogi. Ook Schotse singer-songwriter Donovan was aanwezig. McCartney, samen met Lennon en Donovan, jamden dit nummer op het dak van de ashram. De eerste versie van het nummer ging over Rocky Sassoon, later omgevormd door McCartney naar Rocky Raccoon. Het nummer is een parodie op Westernverhalen, met verschillende clichés over het Wilde Westen en een verwijzing naar de bijbel van Gideons International en de Black Hills van South Dakota. Producer George Martin vond dit een onbelangrijk nummer bedoeld om het album rond te krijgen ('filler').

## Opname
De opname vond plaats op 15 augustus 1968 in slechts één sessie. Volgens McCartney was het nummer moeilijk om op te nemen omdat de eigenzinnige zangpartij niet toeliet om het nummer in verschillende stukken op te nemen. Net zoals bij Rubber Soul's In My Life veranderde Martin de snelheid van de tape van de pianopartij. Hij vertraagde de piano, zodat het geluid leek op een honky-tonk-piano. Daniels geweerschot werd gesimuleerd door een slag op de snaredrum.
Een eerdere versie van Rocky Raccoon werd opgenomen in het huis van bandlid George Harrison in Esher, Surrey, en kwam terecht op de vijftigste verjaardagseditie van The White Album in 2018. De achtste take van 15 augustus 1968 kwam terecht op het verzamelalbum Anthology 3 uit 1996.

## Muzikanten
Bezetting volgens Ian MacDonald
- Paul McCartney – zang, akoestische gitaar
- John Lennon – achtergrondzang, harmonica, harmonion, zessnarige basgitaar
- George Harrison – achtergrondzang
- Ringo Starr – drums
- George Martin - piano

## Covers
Rocky Raccoon werd gecoverd door erg diverse artiesten:
- Lena Horne, samen met Gábor Szabó, nam een versie op in 1969. Het zou op verschillende albums terechtkomen.
- In 1970 brachten Raquel Welch en Bob Hope een gedramatiseerde versie tijdens het tv-programma Raquel!
- Ter gelegenheid van de veertigste verjaardag van Benny Goodman's optreden in Carnegie Hall, trad jazzmusicus Goodman nogmaals op in Carnegie Hall in 1978. Hij bracht een versie van Rocky Raccoon met Jack Sheldon als zanger en werd uitgebracht op Benny Goodman Live at Carnegie Hall: 40th Anniversary Concert.
- Crowded House gebruikte het nummer als een intro voor Chocolate Cake tijdens een liveversie. Het werd uitgebracht op de singles Instinct en Everything Is Good For You.
- Jason Mraz coverde het tijdens zijn jongere jaren als singer-songwriter in San Diego.
- Andere voorbeelden van artiesten die Rocky Raccoon coverden zijn Jimmy Buffett, Richie Havens, Ramsey Lewis, Jack Johnson, James Blunt, Phish en Andy Fairweather Low.